# Frida Claesson
Frida Claesson, född 22 april 1984 är en svensk friidrottare (kortdistanslöpare) som tävlade för klubben Alingsås IF. Hon vann SM-guld på 200 meter inomhus år 2003.

## Personliga rekord
| Utomhus - 100 meter – 11,95 (Odense, Danmark 24 augusti 2003) - 200 meter – 23,75 (Tammerfors, Finland 26 juli 2003) - 200 meter – 23,75 (Tammerfors, Finland 27 juli 2003) - 300 meter – 40,84 (Göteborg 27 augusti 2002) - 400 meter – 56,65 (Norrköping 26 maj 2007) - Längd – 5,19 (Lerum 21 juli 2007) | Inomhus - 60 meter – 7,69 (Västerås 22 februari 2003) - 200 meter – 24,19 (Sätra 2 mars 2003) - 200 meter – 24,26 (Sätra 2 mars 2003) |

### Fotnoter
1. ↑  Wiger 2006, s. 184.
2. ↑  ”Stora inne-SM 2003, resultat” (html). friidrott.stockholm.se. http://www.friidrott.stockholm.se/ism/resultat/p_resultat.html. Läst 14 april 2015.
3. 1 2 3 4 5 6 7 8  ”Personsida på AllAthletics”. all-athletics.com. Arkiverad från originalet den 2 december 2016. https://web.archive.org/web/20161202035549/http://www.all-athletics.com/node/148173. Läst 1 december 2016.
4. 1 2 3  ”Personsida hos IAAF”. iaaf.org. https://www.iaaf.org/athletes/sweden/frida-claesson-193965. Läst 1 december 2016.